# Legatura (tipografia)

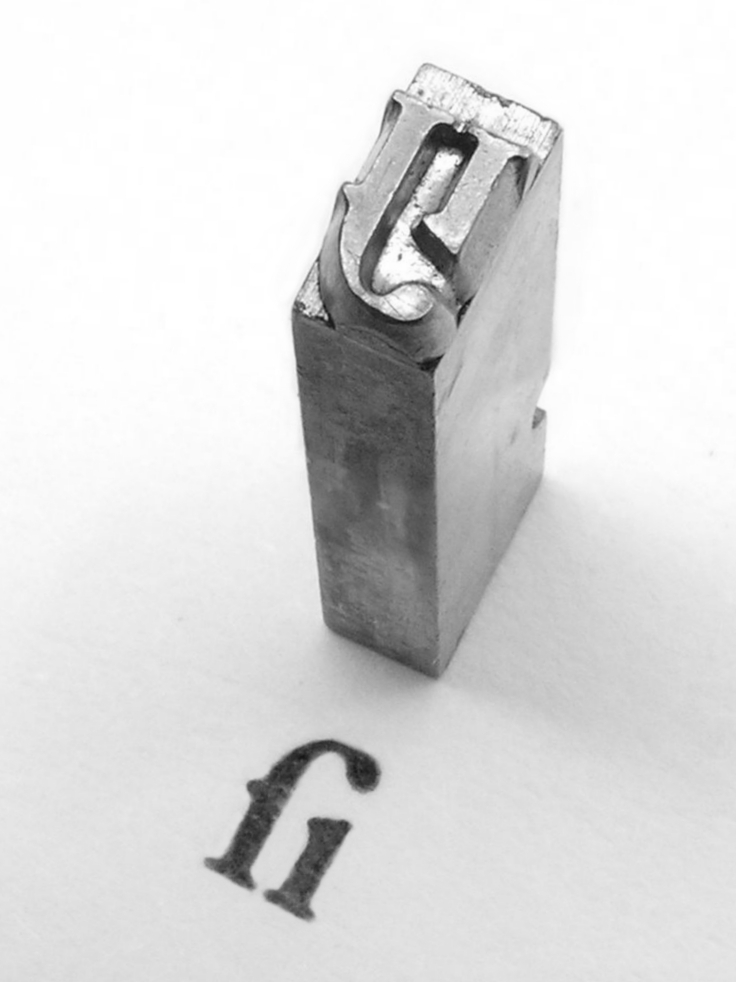
Legatura tra le lettere s lunga e i del carattere tipografico Garamond.

La legatura, nella calligrafia e in tipografia, è composta dall'unione di due o più lettere, quasi sempre unite in una forma o glifo. Le legature di solito sostituiscono due caratteri che condividono dello spazio e fanno parte di una categoria più ampia di caratteri chiamata di forma contestuale, ovvero che assumono una specifica forma a seconda del contesto nel quale vengono inseriti, ovvero delle lettere che precedono e seguono oppure degli spazi.

## Alfabeto latino

### Storia
Gli scribi medioevali, che scrivevano in latino, risparmiarono spazio e velocizzarono la scrittura combinando più caratteri. Ad esempio, nel gotico, le lettere che presentavano il rigonfiamento a destra (b, o, e p) e quelle che lo presentavano a sinistra (c, e, o, e q) erano scritte con i limiti di tali rigonfiamenti sovrapposti. In molti testi caratteri come h, m, e n presentavano le linee verticali sovrapposte. Gli scribi svilupparono anche speciali segni chiamati abbreviazioni grazie ai quali si potevano scrivere intere parole con un solo tratto di penna. I manoscritti del quattordicesimo secolo presentavano centinaia di abbreviazioni di tal fatta e, quando intorno al 1450 fu inventata la stampa a caratteri mobili, molte legature diventarono caratteri tipografici.
Esse cominciarono a cadere in disuso con l'avvento della rivoluzione informatica nell'editoria, intorno al 1985 (all'inizio infatti il software dei computer non permetteva l'uso automatico delle legature dove appropriato), e moltissimi nuovi caratteri tipografici digitali non includevano alcuna legatura. Poiché gran parte dello sviluppo iniziale del PC fu progettato e realizzato per e nella lingua inglese, che considerava le legature come opzionali, furono ritenute non necessarie.
Con l'accresciuto supporto per le altre lingue e alfabeti nella tecnologia computerizzata moderna, e le conseguenti migliorate tecniche del comporre digitale come OpenType, le legature stanno lentamente tornando in uso.

### Legature stilistiche
Una delle più comuni legature è fi, che risulta spesso talmente naturale che un lettore non informato la legge correttamente e scorrevolmente senza neppure rendersene conto. Poiché il punto posto sulla i in moltissimi caratteri di testo collideva con la barra orizzontale della f quando i seguiva f, essi si sono combinati in un singolo glifo con il punto assorbito nella f, la quale appare come ﬁ (In alcuni caratteri questa legatura è resa con fi, i due caratteri mostrati separatamente.) ﬁ è una della serie di legature f che include fi fj (non riscontrata nell'italiano di uso moderno, ma presente in esperanto, norvegese, e in altre lingue ove j rappresenta un suono vocalico o semi-vocalico), fl, ff, ffi, e ffl. Esistono anche legature per fa, fe, fo, fr, fs, ft, fu, fy, e per f seguita da un punto, una virgola, o una lineetta, così come per la doppia ff e per fft, sebbene meno comuni.
Infine, non mancano le legature per i caratteri st (ﬆ), ſt (ﬅ), ct (ƈt).

### LaScharfes stedesca ovvero ß
La legatura tedesca eszett ß si è sviluppata dalla legatura di una "s lunga" con una "s". Anche se la "s lunga" è scomparsa dall'ortografia tedesca, ß è ancora considerata una legatura ed era sostituita da SS nella scrittura tutta in maiuscolo e nell'ordine alfabetico. Dal 2017 è ufficialmente entrata a far parte dell'alfabeto la "eszett" maiuscola, ovvero la ẞ. La possibilità di sostituire ẞ maiuscola con SS rimane comunque opzionale, mentre nel minuscolo è soltanto una soluzione di ripiego se non si dispone del carattere adeguato. La Svizzera tedesca e il Liechtenstein nel corso del '900 hanno invece rinunciato del tutto all'uso di ß sostituendola sempre con ss.

### Lettere e diacritici originatisi a partire da legature
Poiché la lettera W è un'aggiunta all'alfabeto latino originatasi nel VII secolo, il fonema che rappresenta era indicato precedentemente in vari modi. Nell'antico inglese era usata la runa Wynn (Ƿ), ma l'influenza normanna fece cadere questa lettera in disuso. Durante il XIV secolo, la "nuova" lettera W, sviluppatasi a partire da due V o U unite tra loro, divenne una lettera vera e propria con una sua propria posizione nell'alfabeto. A causa del suo essere relativamente recente al confronto delle altre lettere dell'alfabeto, solo alcune lingue europee (inglese, olandese, tedesco, polacco e gallese) la usano.
Æ (æ) si usa come legatura del dittongo latino ae, un esempio è Æneas; da notare che l'uso delle legature æ e œ in latino risale al Medioevo, quando ormai la pronuncia monottongata era universale, e queste legature erano un espediente grafico per conciliare l'ortografia e la pronuncia. Si ritrova ancora come variante in inglese, ma la tendenza recentemente è quella di stampare la  A e la E separatamente. Nell'ortografia dell'inglese moderno il gruppo AE si può spesso eliminare del tutto; ad esempio, invece che encyclopædia o encyclopaedia si può scrivere encyclopedia. Lo stesso discorso vale per Œ ed œ. L'ortografia francese invece, che conosce l'uso di quest'ultima lettera (chœur, cœur, sœur, œil ecc.) sebbene non faccia parte dell'alfabeto, prevede sempre la scrittura legata; solo nel caso in cui i mezzi tecnici non dispongano del carattere è ammessa la soluzione in oe. In danese, norvegese, o islandese o ancora in antico inglese, invece, il carattere Æ non è una legatura tipografica e prende il nome di æsc.  È invece una vocale e una lettera distinta, e occupa una posizione separata alla fine dell'ordine alfabetico, piuttosto che posizionarsi tra ad e af.
Nell'ortografia tedesca le vocali con umlaut ä ö ü sono nate storicamente dalle legature ae, oe, ue (più esattamente, la e veniva scritta rimpicciolita sopra la lettera corrispondente, finché si è ridotta a due trattini verticali o due puntini). È comunque accettabile indicare tali lettere con i digrafi ae, oe, ue, ma è bene ricordarsi che si tratta di una soluzione di ripiego cui ricorrere solo quando i diacritici non sono utilizzabili. Nell'ordine alfabetico le vocali con umlaut non occupano un posto proprio, dato che non vengono considerate delle vocali separate all'interno dell'alfabeto, ma mere modifiche di a, o, u.
Il simbolo diacritico dell'anello che viene usato in vocali come Å è stato originato da una legatura con la o.
La legatura uo ů veniva particolarmente usata nel primo alto tedesco moderno, ma si fuse con la u nelle lingue germaniche sviluppatesi successivamente (es. ATA fuosz, PNAT fůß, tedesco moderno Fuß "piede"). Sopravvive nella lingua ceca, dov'è chiamato kroužek.
La tilde diacritica viene usata in spagnolo e portoghese. Rappresenta la nasalizzazione della vocale o della consonante su cui è indicata e si è sviluppata a partire da una legatura con la n.
Infine, la lettera hwair (ƕ), usata solo nella traslitterazione del gotico, rappresenta una legatura hw. Fu introdotta dai filologi intorno al 1900 per sostituire il digrafo hv usato in precedenza per esprimere il fonema in questione, es. da Jacques Paul Migne nel 1860 (Patrologia Latina vol. 18).

### Simboli originatisi a partire da legature

Legatura Et minuscolo.

La più comune legatura è la &. Questa era originariamente una legatura di E e t, la parola latina per "e(d)". Ha quasi esattamente lo stesso uso (tranne che per la pronuncia: in inglese ad esempio si pronuncia "and") in francese ed è usata anche in inglese. Questo simbolo si ritrova in diverse varianti. A causa della sua diffusione non è considerato generalmente più una legatura, ma un logogramma. Come molte altre legature è stato talora considerato una lettera (es. nel primo inglese moderno). Similarmente il simbolo del dollaro $ è nato quale legatura ma è divenuto un logogramma. Il libro Una storia delle notazioni matematiche di Florian Cajori contiene una sezione concernente la storia del simbolo del dollaro in cui si sostiene con tanto di prove documentate la teoria che il simbolo $ venga da una legatura per "pesos".

### Digrammi
I digrammi, come ĳ in olandese e ll in spagnolo o in gallese, non sono legature in quanto le due lettere sono ancora glifi separati: sebbene scritti assieme, quando sono uniti nella scrittura a mano o nei caratteri in corsivo, la forma base delle lettere non cambia e il glifo individuale resta separato. Come alcune legature discusse più sopra, questi digrammi possono essere considerati o meno lettere individuali nelle rispettive lingue (indicano infatti suoni diversi da quelli che si ottengono pronunciando i singoli suoni in successione).

## Alfabeti non latini
Le legature non si limitano alla scrittura con caratteri dell'alfabeto latino. Anche alcuni caratteri dell'alfabeto glagolitico, usato dal Medioevo fino al XIX secolo per scrivere alcune lingue slave, hanno forme che si prestano ad un uso piuttosto frequente delle legature.
L'alfabeto usato per scrivere l'arabo moderno impiega due legature comunissime che rappresentano la combinazione delle lettere "Laam" e "Alif" (lettere comparabili alle latine "L" e "A", rispettivamente).
Un certo numero di legature è stato impiegato nell'alfabeto greco, in particolare una combinazione di omicron (Ο) e upsilon (Υ) che più tardi concorsero alla nascita di una delle lettere dell'alfabeto cirillico.
Due lettere degli alfabeti macedone e serbo, lje e nje (љ, њ), furono sviluppati nel secolo diciannovesimo dalle legature dei caratteri cirillici El ed En (л, н) con il simbolo ь.
Le legature cirilliche: Љ, Њ, Ы, Ѿ. Le lettere cirilliche iotificate sono legature della I decimale del cirillico antico e un'altra vocale: ІА (non in Unicode, antenata di Я), Ѥ, Ѩ, Ѭ, Ю (discesa da un'altra legatura, Оу o Ѹ, una versione più antica di У). (Alcuni di questi caratteri estesi potrebbero non risultare visibili. È richiesto l'utilizzo di font appropriate o di un browser che li supporti).

## Composizione tipografica computerizzata

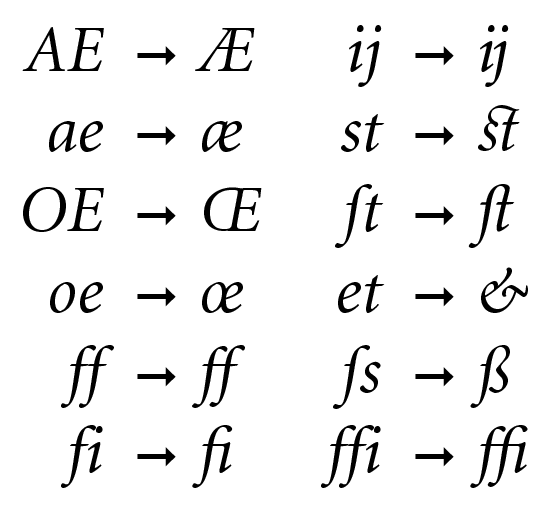
Tipiche legature in alfabeto latino

TeX è un esempio di sistema di composizione tipografica computerizzata che fa uso di legature automaticamente. L'interfaccia tipografica computerizzata provvista di TeX include le cinque comuni legature ff, fi, fl, ffi, e ffl per l'alfabeto latino. Quando TeX trova queste combinazioni in un testo, le sostituisce con le appropriate legature, a meno che chi scriva non annulli questa operazione.
Il formato di carattere tipografico OpenType include caratteristiche per associazioni multiple o glifi. I programmi di composizione tipografica possono o meno supportare questa caratteristica, anche se è esplicitamente presente nei dati riguardanti il carattere.
Questa tabella mostra alcune paia di lettere a sinistra, le corrispondenti legature in Unicode al centro e i codici a destra. Usando un sistema operativo e un browser che supportano Unicode e avendo installato correttamente i caratteri tipografici di Unicode, sarà possibile visualizzare la tabella.

## Unicode
| Senza legatura | Con legatura | Unicode        |
| -------------- | ------------ | -------------- |
| Et             | &            | U+0026         |
| ss             | ß            | U+00DF         |
| AE, ae         | Æ, æ         | U+00E6, U+00C6 |
| OE, oe         | Œ, œ         | U+0152, U+0153 |
| Ng, ng         | Ŋ, ŋ         | U+014A, U+014B |
| fŋ             | ʩ            | U+02A9         |
| ue             | ᵫ            | U+1D6B         |
| ff             | ﬀ            | U+FB00         |
| fi             | ﬁ            | U+FB01         |
| fl             | ﬂ            | U+FB02         |
| ffi            | ﬃ            | U+FB03         |
| ffl            | ﬄ            | U+FB04         |
| ſt             | ﬅ            | U+FB05         |
| st             | ﬆ            | U+FB06         |
| IJ, ij         | Ĳ, ĳ         | U+0132, U+0133 |

## Alfabeti di lingue che usano legature
- Alfabeto danese
- Alfabeto norvegese
- Alfabeto islandese
- Alfabeto tedesco